# École des beaux-arts de Vantaa
L'école des beaux-arts de Vantaa (finnois : Vantaan kuvataidekoulu) est une école située dans le quartier de Tikkurila à Vantaa en Finlande.

## Présentation
L'école est un établissement d'enseignement de loisirs, géré par la ville de Vantaa, destiné aux enfants et aux jeunes (5-20 ans). 
L'enseignement suit le programme général de l'éducation artistique fondalentale. 
De plus, l'école des beaux-arts organise des cours de courte durée pour les enfants, les familles et les adultes. Les enseignants sont des professeurs d'arts visuels et des professionnels du domaine visuel. 
Il y a des lieux d'enseignement dans différentes parties de Vantaa. 
Les activités sont payantes.

## Enseignements
Les enseignements sont généralement dispensés par groupes de 12 à 14 élèves. 
En petite enfance et en études fondamentales, le groupe est composé d'élèves soit du même âge, soit de deux tranches d'âge successives.
Dans les ateliers approfondis, la tranche d'âge est plus large. Les groupes se réunissent l'après-midi et le soir. L'enseignement est divisé en 34 semaines d'études.

### Formes d'enseignement
- Premières études (5-6 ans)
- Études fondamentales (7 à 12 ans)
- Études avancées ou en atelier (13 à 20 ans)[2]

### Évaluations
Aux niveaux d'études fondamentales et avancées, l'élève reçoit une évaluation écrite annuelle de son professeur. A la fin des études fondamentales, l'élève reçoit une attestation de fin d'études fondamentales et l'évaluation écrite par l'enseignant de ses études et de son portfolio volontaire. 
À l'issue des études approfondies, l'élève peut, s'il le souhaite, faire un projet final.
Un élève peut realiser un projet final volontaire après avoir atteint 16 ans et avoir étudié au moins trois ans dans des ateliers. 
Il comprend un travail, un portfolio et l'auto-évaluation associée. Le document final reçoit une évaluation numérique et une description écrite de la compétence d'au moins deux évaluateurs.

## Ateliers
Les ateliers sont facultatifs et l'inscription est annuelle. 
Dans les ateliers, l'élève approfondit les connaissances et compétences acquises en études fondamentales dans le domaine des arts visuels ou des médias visuels de son choix.
Des ateliers sont organisés au centre culturel Orvokki (Tikkurila), à la Myyrmäkitalo (Myyrmäki), à l'école de Kartanonkoski (Pakkala) et au centre polyvalent Lumo (Korso),.